# 15705 Hautot
15705 Hautot eller 1988 AH5 är en asteroid i huvudbältet som upptäcktes den 14 januari 1988 av den belgiske astronomen Henri Debehogne vid La Silla-observatoriet. Den är uppkallad efter Antoine Hautot.
Den har en diameter på ungefär 5 kilometer.